# شهرستان لوبارتوف
شهرستان لوبارتوف (به لهستانی: Powiat Lubartów) یک شهرستان در لهستان است که در استان لوبلین واقع شده‌است. شهرستان لوبارتوف ۱٬۲۹۰٫۳۵ کیلومتر مربع مساحت و ۹۰٬۴۸۴ نفر جمعیت دارد.